# هاردوود ایکرز (میشیگان)
هاردوود ایکرز (به انگلیسی: Hardwood Acres) یک منطقهٔ مسکونی در ایالات متحده آمریکا است که در میشیگان واقع شده‌است. هاردوود ایکرز ۱٫۳۸ کیلومتر مربع مساحت و ۴۳۲ نفر جمعیت دارد و ۲۷۵ متر بالاتر از سطح دریا واقع شده‌است.